# Silence Is Wild
Silence Is Wild är singer-songwritern Frida Hyvönens tredje studioalbum. Det gavs ut på skivbolaget Licking Fingers 29 oktober 2008. 
Albumets producent är Jari Haapalainen, som även producerade hennes debutalbum. Medverkar på albumet gör dessutom Tammy Karlsson, Linnea Olsson, Ida Lundén, David Sandström, Lovisa Nyström, Marlene J Erlandsson och Markus Krunegård. Skivan rankades av Sonic Magazine i juni 2013 som det 54:e bästa svenska albumet någonsin.

## Låtlista
1. "Dirty Dancing"
2. "Enemy Within"
3. "Highway 2 U"
4. "London!"
5. "My Cousin"
6. "Science"
7. "Scandinavian Blonde"
8. "December"
9. "Birds"
10. "Pony"
11. "Sic Transit Gloria"
12. "Oh Shanghai"
13. "Why Do You Love Me So Much"